# Яркуг
Яркуг (рос. Яркуг) — село Агульського району, Дагестану Росії. Входить до складу муніципального утворення Сільрада Дулдузька.
Населення — 340 (2010).

## Історія
У 1926 році село належало до Кюрінського району.

## Населення
За даними перепису населення 2002 року в селі мешкало 300 осіб. В тому числі 156 (52 %) чоловіків та 144 (48 %) жінок.
Переважна більшість мешканців — агули (99 % від усіх мешканців). У селі переважає агульська мова.
У 1926 році в селі проживало 273 осіб.